# Liste der Museen im Landkreis Sigmaringen
Die Liste der Museen im Landkreis Sigmaringen beinhaltet sortiert nach Orten Museen im Landkreis Sigmaringen in Baden-Württemberg.
| Museumsname                                                  | Ort                                 | thematische Ausrichtung                                                                       | Bild | Weblink                            |
| ------------------------------------------------------------ | ----------------------------------- | --------------------------------------------------------------------------------------------- | ---- | ---------------------------------- |
| Altes Kloster Bad Saulgau                                    | Bad Saulgau                         | Städtische Galerie „Die Fähre“ und Sammlung „Kunst in Oberschwaben“                           |      | www.bad-saulgau.de                 |
| Hummelsaal im Kloster Sießen                                 | Bad Saulgau                         | Werke von Maria Innocentia Hummel                                                             |      | www.klostersiessen.de              |
| Stadtmuseum Bad Saulgau                                      | Bad Saulgau                         | Saulgauer Stadtgeschichte                                                                     |      | www.bad-saulgau.de                 |
| Bibelmuseum der Erzabtei Beuron                              | Beuron                              | Bibel, religiöse Ausstellung                                                                  |      |                                    |
| Haus der Natur                                               | Beuron                              | Erdgeschichtliche Entstehung, sowie Flora und Fauna des Oberen Donautals                      |      | www.naturpark-obere-donau.de       |
| Naturkundliche Sammlung im Kloster Beuron                    | Beuron                              | Fossilien                                                                                     |      | erzabtei-beuron.de                 |
| Harthauser Heimatmuseum                                      | Gammertingen                        | Heimatgeschichte                                                                              |      |                                    |
| Städtisches Museum im Alten Oberamt                          | Gammertingen                        | wechselnde Ausstellungen zur Stadtgeschichte                                                  |      | www.gammertingen.de                |
| Freilichtmuseum Heuneburg                                    | Herbertingen                        | Rekonstruktion der Heuneburg                                                                  |      | www.heuneburg.de                   |
| Heuneburgmuseum                                              | Herbertingen                        | Fundstücke von Ausgrabungen an der Heuneburg                                                  |      | www.dhm.de                         |
| Fastnachtsmuseum Narrenburg                                  | Hettingen                           | Fasnacht                                                                                      |      | www.fastnachtsmuseum-narrenburg.de |
| Gewandhaus Museum Inneringen                                 | Hettingen - Inneringen              | Mode aus fünf Jahrhunderten                                                                   |      | www.gewandhaus-inneringen.de       |
| Schloss Hettingen (Südflügel)                                | Hettingen                           | Dauerausstellung Architekturen in Ton                                                         |      |                                    |
| Kunsthalle Kleinschönach                                     | Herdwangen-Schönach (Kleinschönach) | wechselnde Ausstellungen                                                                      |      | www.kunsthalle-kleinschoenach.de   |
| Bauernmuseum Inzigkofen                                      | Inzigkofen                          | landwirtschaftliche Geräte aus dem 19. und 20. Jahrhundert                                    |      | www.inzigkofen.de                  |
| Stadtmuseum Mengen                                           | Mengen                              | Stadtgeschichtliches und regionale Kunst                                                      |      | www.mengen.de                      |
| Heimatmuseum im „Unteren Hof“                                | Meßkirch                            | Stadtgeschichte Meßkirchs                                                                     |      |                                    |
| Kreisgalerie Schloss Meßkirch                                | Meßkirch                            | Kunstsammlung des Landkreises Sigmaringen                                                     |      | www.schloss-messkirch.de           |
| Martin-Heidegger-Museum                                      | Meßkirch                            | Leben und Werk Martin Heideggers                                                              |      | www.schloss-messkirch.de           |
| Oldtimermuseum Meßkirch                                      | Meßkirch                            | Oldtimer-Fahrzeuge                                                                            |      | www.oldtimer-museum-messkirch.de   |
| Grenzsteinmuseum Ostrach                                     | Ostrach                             | Grenzsteine, Geschichte der komplizierten oberschwäbischen Grenzverhältnisse des Mittelalters |      | www.ostrach.de                     |
| Heimatmuseum Ostrach                                         | Ostrach                             | Exponate aus der Ortsgeschichte und dem bäuerlichen Leben                                     |      | www.ostrach.de                     |
| Volkskundemuseum                                             | Ostrach                             | private Sammlung zu volkskundlichen Themen der Region zwischen Bodensee und Unterland         |      | www.ostrach.de                     |
| Heimat- und Handwerksmuseum der Stadt Pfullendorf            | Pfullendorf                         | Stadt- und Handwerksgeschichte                                                                |      | www.pfullendorf.de                 |
| Städtische Galerie „Alter Löwen“                             | Pfullendorf                         | zeitgenössische und regionale Kunst                                                           |      | www.pfullendorf.de                 |
| Alter Schlachthof                                            | Sigmaringen                         | wechselnde Ausstellungen                                                                      |      | www.schlachthof-sigmaringen.de     |
| Alte Schule                                                  | Sigmaringen                         | wechselnde Ausstellungen                                                                      |      |                                    |
| Altes Wasserwerk                                             | Sigmaringen                         | Geschichte der Wasserversorgung in Sigmaringen                                                |      |                                    |
| Geiselhart-Museum im Haus Nazareth                           | Sigmaringen                         | Zur Person Thomas Geiselharts                                                                 |      |                                    |
| Heimatmuseum im Runden Turm                                  | Sigmaringen                         | Exponate der Stadtgeschichte                                                                  |      | www.sigmaringen.de                 |
| Zündapp-Museum der Brauerei Zoller-Hof                       | Sigmaringen                         | Motorräder und andere Zündapp-Produkte                                                        |      | www.zuendappmuseum.de              |
| Schloss Sigmaringen                                          | Sigmaringen                         | Einrichtung und Waffenkammer des Sigmaringer Hohenzollernschlosses                            |      | www.hohenzollern.com               |
| Siechenhaus Laiz                                             | Sigmaringen                         | Bildhauerei, Plastiken von Josef Henselmann                                                   |      |                                    |
| Staatsarchiv Sigmaringen                                     | Sigmaringen                         | amtliche Dokumente, Alltagsgeschichte                                                         |      | www.landesarchiv-bw.de             |
| Bergbaumuseum Laucherthal                                    | Sigmaringendorf                     | Bergbau                                                                                       |      |                                    |
| Militärgeschichtliche Sammlung des Standortes Stetten a.k.M. | Stetten am kalten Markt             | Militärgeschichte                                                                             |      |                                    |
| Heimatmuseum Veringenstadt                                   | Veringenstadt                       | prähistorische und stadthistorische Exponate                                                  |      |                                    |
| Mühlenmuseum                                                 | Veringenstadt                       | privates Museum mit Ausstellungsstücken einer Mühle                                           |      |                                    |
| Strübhaus                                                    | Veringenstadt                       | Malerfamilie Strüb um 1500 und mittelalterliche Malerei                                       |      |                                    |